# Jacques Rensburg (dichter)
Jacques Karel Rensburg (Den Haag, 24 maart 1870 - Sobibór, 7 mei 1943) was een Joods-Nederlands dichter en letterkundige.

## Levensloop
Rensburg studeerde 'Nederlandse letteren' aan de Universiteit van Amsterdam.
Hij begon zijn loopbaan omstreeks 1900 bij het ‘s-Gravenhaagsch Nieuws- en Advertentieblad, alwaar hij werkzaam bleef tot 1904. In 1903 debuteerde hij met de dichtbundel Japanse verzen. Datzelfde jaar verschenen ook zijn dichtbundel Lohengrin en roman Amsterdams Koningschap. Later volgden nog Sita (1912), Faust (1921) en Piet Lut (1925). Ook vertaalde hij onder meer Decamerone van Giovanni Boccaccio, Divina Commedia van Dante Alighieri en Zur Judenfrage van Karl Marx.
Op 13 april 1943 - tijdens de Tweede Wereldoorlog - werd Rensburg op bevel van de Duitse bezetter opgepakt en naar de Hollandsche Schouwburg overgebracht. Twee dagen later arriveerde hij te Westerbork en op 4 mei werd hij overgebracht naar het vernietigingskamp Sobibór, alwaar hij op 7 mei 1943 werd vermoord.